# Ángel Daniel Enciso Castillo
Angel Daniel Enciso Castillo (n. Ciudad del Este, Paraguay, 10 de septiembre de 1987) es un futbolista paraguayo. Juega de mediocampista y actualmente milita en el Pte. Hayes de la Tercera División de Paraguay.

## Clubes
| Club             | País     | Año         |
| ---------------- | -------- | ----------- |
| San Lorenzo      | Paraguay | 2004 - 2005 |
| 12 de Octubre    | Paraguay | 2006 - 2007 |
| São José EC      | Brasil   | 2008 - 2009 |
| Sportivo Luqueño | Paraguay | 2010 - 2011 |
| Sol de América   | Paraguay | 2012        |
| Pte. Hayes       | Paraguay | 2021        |